# Freetekno
El freetekno o tekno lliure és un subgènere de la música techno així com el moviment contracultural que gira al seu voltant, el qual és anticomercial i autogestionat, i està conformat per aficionats a la música electrònica que s'uneixen en col·lectius per a organitzar free parties («festes lliures»), en el sentit que no estan regulades per la llei ni tenen restriccions de cap mena. El moviment freetekno es va originar als anys 1990 el nord i centre d'Europa, que és on més presència té. D'aquí es va estendre a al sud d'Europa i Amèrica.

## Història
El moviment freetekno va començar a aparèixer a la primera meitat de la dècada del 1990 i va evolucionar en paral·lel amb el moviment conegut com Teknival (contracció de "tekno" i "festival").

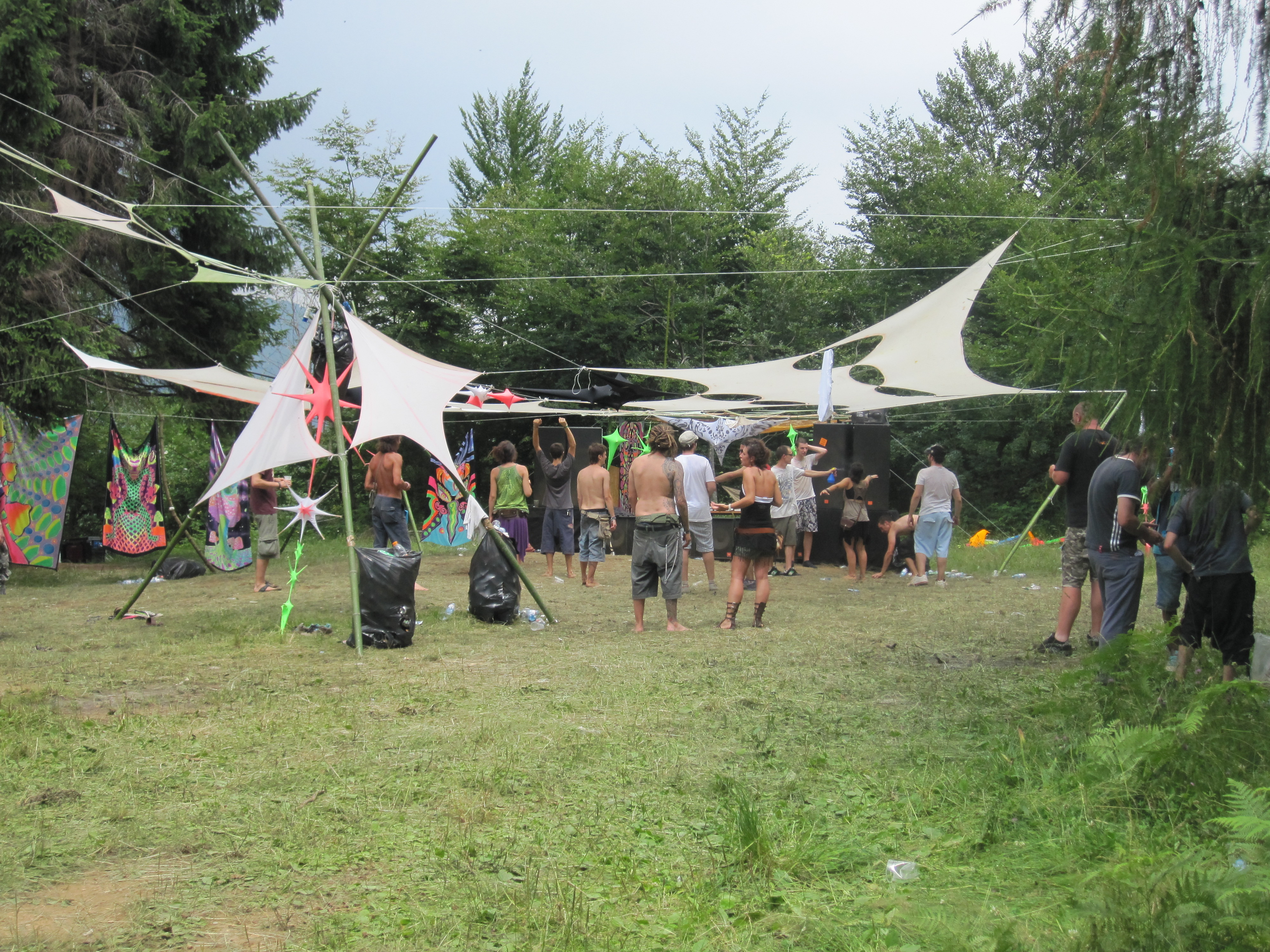
Free party a Itàlia (2010)

Algunes de les raves i teknivals més famosos inclouen el Dragon Festival a Órgiva, l'Stonehenge Free Festival a Anglaterra i el CzechTek a la República Txeca. També sol ser una característica comuna en alguns esdeveniments dins de la iniciativa Reclaim the Streets, en la qual es realitzen festes al carrer sense permís de les autoritats com a forma de reivindicar l'ús comunitari i no mercantil de l'espai públic.
Els artistes d'aquesta escena no es dediquen a la música per fama o diners, per la qual cosa es mantenen en l'anonimat a través de pseudònims i el canvi constant de segell discogràfic. La pròpia naturalesa de les free parties fa també difícil el seu seguiment, a l'ésser moltes vegades il·legals i a més contràries a la lògica comercial.
Entre els productors més coneguts es troben Crystal Distortion, 69db, Ixy, Kaos, Jack Acid, Curley, Les Boucles Etranges, Yale, FKY, Suburbass, Infrabass, Psychospores, Spukkin Faceship i Sensory Overload.

## Música freetekno

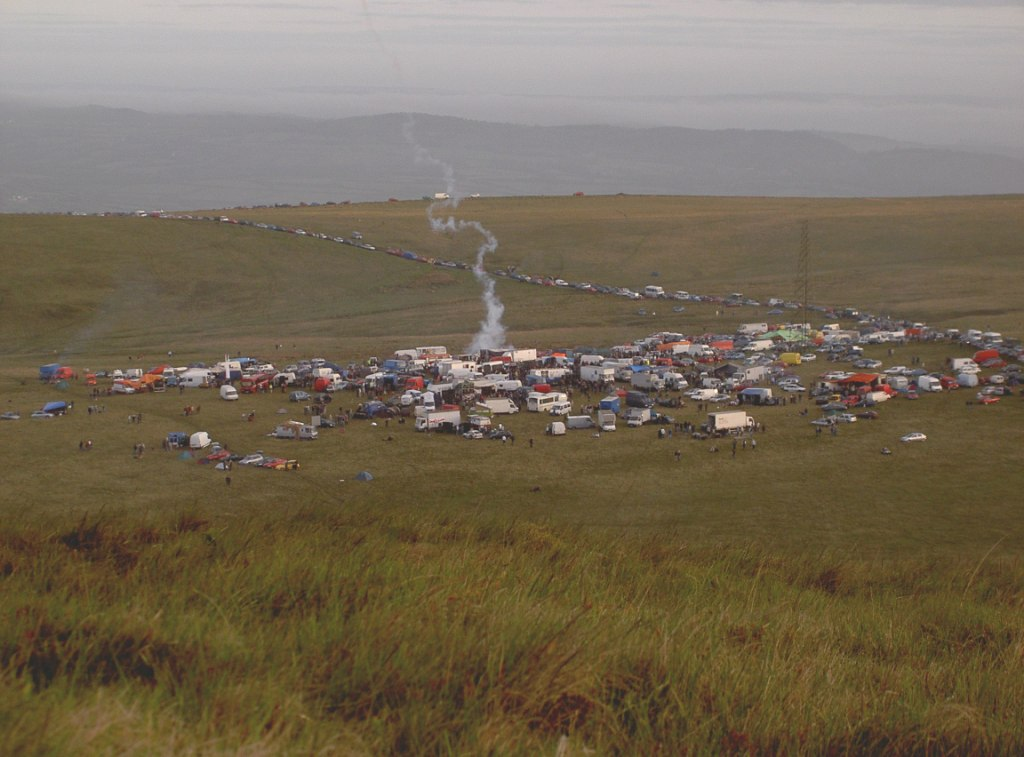
Teknival a Gal·les 2005

La música freetekno, o simplement tekno o hardtek és l'estil musical que s'ha desenvolupat en les mateixes free parties. La substitució per la k al nom es fa de forma deliberada per a diferenciar-la com una subvariant no comercial del techno. Es caracteritza per un beat ràpid (150-185 BPM) i un bombo repetitiu.
Rep influències d'altres gèneres electrònics com l'acid-house, el trance, el drum and bass, el breakcore, el gabber, el jungle, el psytrance, l'speedcore i el terrorcore, estils musicals que també s'escolten sovint en les free parties.

## Formes d'organització

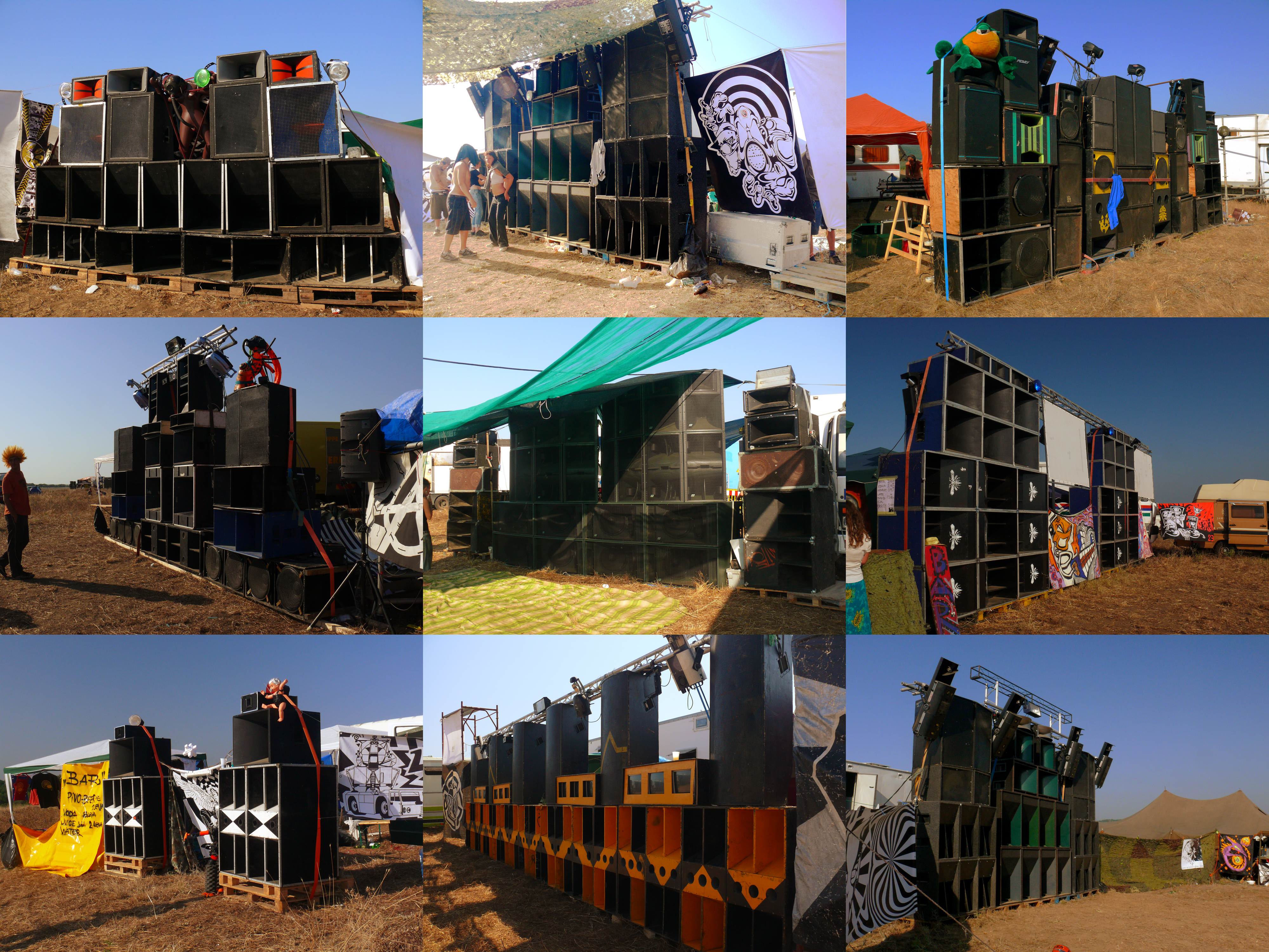
Diversos sound systems al Bulgariatek (Tsàrevo, 2008). Els equips de so són un element fonamental de el moviment freetekno.

No sol haver-hi una organització centralitzada a les festes freetekno. Sovint comencen entre amistats i grups afins i s'espera que el respecte i la confiança siguin elements clau. A les festes solen anar un tipus variat de persones com ravers, hippies, punks, okupes, estudiants i altres. Solen fer-se a l'estiu i compten amb diversos equips de so, podent arribar a sumar fins a vuitanta sound systems. Quan s'arriba a aquest nombre de equips de so disponibles solen anomenar-se teknivals. Es pretén que els mateixos assistents a aquests esdeveniments siguin responsables de la seva higiene i salut, així com de la seguretat de tothom. El sexisme o el racisme no hi son acceptats. Les festes freetekno són, per definició, gratuïtes i la música sol ser portada per gent que ho fa pel gust de compartir amb altres persones.
El moviment freetekno té tendències anarquistes, ja que advoquen per la no-intromissió de l'Estat. Normalment (encara que no necessàriament) els esdeveniments s'organitzen en llocs oberts i abandonats, com polígons industrials o edificis en desús, o bé al camp o al bosc. A causa que les festes de freetekno són usualment fetes de forma il·legal sense permís, és comú que topin amb la repressió policial. El moviment té moltes similituds amb el fenomen rave, per diferenciar a aquest estil del techno.